# Parti libéral progressiste (Costa Rica)
Le Parti libéral progressiste (en espagnol :  Partido Liberal Progresista abrégé PLP ou PLP+) est un parti politique libéral du Costa Rica.

## Histoire
Le parti est fondé le 27 février 2016 et est présidé par Eliécer Feinzaig Mintz (es), ancien vice-ministre des Transports sous l'administration Miguel Ángel Rodríguez Echeverría,,.

### Élections législatives de 2018
Le PLP participe aux élections législatives de 2018 dans les provinces de San José, Alajuela, Heredia et de Puntarenas mais ne remporte pas de siège à l'Assemblée législative.

### Élections municipales de 2020
Le parti n'obtient aucun maire lors des élections municipales de 2020.

### Élections législatives et présidentielle de 2022
Dès 2018 le parti entame des pourparlers avec d'autres forces politiques de droite afin de négocier une coalition politique de droite pour les élections de 2022,. Celle-ci est annoncée avec l'Alliance chrétienne-démocrate sous le nom de « Coalition pour le changement » mais est finalement rejetée par le PLP. Dans le même temps le PLP rajoute un « + » à son nom changeant sa dénomination en PLP⁺ (PLP Plus).

## Idéologie
Le PLP est d'idéologie libérale à la fois économiquement et culturellement. Il est en faveur d'une économie capitaliste, du libre marché, de la légalisation de la marijuana, de la fécondation in vitro et du mariage entre personnes de même sexe,.

## Résultats électoraux

### Élections présidentielles
| Élection | Candidats              | Premier tour | Premier tour | Second tour | Second tour | Résultats |
| Élection | Candidats              | Voix         | %            | Voix        | %           | Résultats |
| -------- | ---------------------- | ------------ | ------------ | ----------- | ----------- | --------- |
| 2022     | Eliécer Feinzaig Mintz | 259 788      | 12,4         |             |             | 4e        |

### Élections législatives
| Année | Assemblée législative | Assemblée législative | Assemblée législative |
| Année | Votes                 | %                     | Sièges                |
| ----- | --------------------- | --------------------- | --------------------- |
| 2018  | 12 537                | 0,59                  | 0 / 57                |
| 2022  | 188 125               | 9,06                  | 6 / 57                |